# 細點裸胸鱔
細點裸胸鱔，又稱細點裸胸鯙、細點雙犁海鱔、錢鰻、薯鰻、虎鰻，為輻鰭魚綱鰻鱺目鯙亞目鯙科的其中一種，分布於印度太平洋區，從東非至加拉巴哥群島，北起琉球群島，南迄澳洲海域，棲息深度5-100公尺，體長可達140公分，為底棲性魚類，生活在岩石底質的潮間帶，屬肉食性，以甲殼類、魚類等為食，可作為食用魚，有雪卡魚毒的報告。